# Wykres warstwowy

Skumulowany wykres warstwowy

Wykres warstwowy z nakładającymi się półprzezroczystymi warstwami

Wykres warstwowy (wykres powierzchniowy, ang. area chart) – wykres przedstawiający dane ilościowe bazujący na wykresie liniowym, w którym obszar pomiędzy osią a linią jest wypełniony kolorem, wzorem lub teksturą. Zwykle za pomocą wykresu warstwowego porównuje się dwie lub więcej wielkości.
Wynalezienie wykresów warstwowych (a także liniowych, słupkowych i kołowych) przypisuje się zwykle Williamowi Playfairowi. Jego książka The Commercial and Political Atlas, opublikowana w 1786 r., zawierała szereg wykresów szeregów czasowych przedstawiających np. odsetki od długu narodowego albo brytyjski import i eksport od roku 1700 do 1782.